# آستین پاورز: در عضو طلایی
آستین پاورز: در عضو طلایی (به انگلیسی: Austin Powers in Goldmember) فیلمی کمدی_جاسوسی به کارگردانی جی روچ محصول سال ۲۰۰۲ آمریکا است که از بازیگران اصلی آن می‌توان به بریتنی اسپیرز مایک مایرز، بیانسه، مایکل کین، مایکل یورک، رابرت واگنر، ست گرین، میندی استرلینگ، ورن ترویر، فرد سویج، ماسای اوکا، کری آن اینابا، تام لیستر جونیور، مایکل مک‌دونالد، کلینت هاوارد، برایان تی، دانا دریکو، کوین استآ، گرگ گرانبرگ، دانا دریکو، کینگا فلیپس، فرد استولر، راشل رابرتز و سوزانا هوفس اشاره کرد.